# Beautot
Beautot è un comune francese di 152 abitanti situato nel dipartimento della Senna Marittima nella regione della Normandia.

## Storia

### Sinboli
Lo stemma è stato adottato nel 2005. I due leopardi d'oro sono ripresi dalla bandiera normanna.

## Società

### Evoluzione demografica
Abitanti censiti